# Мень, Рудольф
Рудольф Мень (в.-луж. Rudolf Mjeń, 28 января 1767 года, Несвачидло, Саксония – 1 января 1841 года, Любий, Саксония) — лютеранский священнослужитель и лужицкий поэт.

## Биография
Родился 28 января 1767 года в серболужицкой деревне Несвачидло в семье лютеранского пастора Юрия Меня. С 1780 года по 1785 год обучался в гимназии в Будишине. После гимназии изучал теологию в Виттенберге, где участвовал в деятельности Сербского проповеднического общества. В 1788 году возвратился в Лужицу. Служил помощником пастора в деревне Будестецы. В 1793 году был назначен настоятелем в деревне Котецы. С 1808 года по 1832 год был архидьяконом в Лёбау и настоятелем в Лавальде. С 1832 года по 1835 год был главным настоятелем и после 1835 года до смерти – настоятелем в Лёбау. 
В 1806 году издал на верхнелужицком языке эпическое песнопение лужичан «Rěčerski kěrluš», которое записал со слов своего отца. Издал сборник барочных стихотворений, который использовался лужичанами в народных песнопениях. 